# Dunaújváros FC
Dunaújváros FC war ein Fußballklub aus der zentralungarischen Kleinstadt Dunaújváros der 1952 als Sztálinvárosi Vasmű Építők gegründet wurde. Bereits ein Jahr danach wurden die seinerzeitigen Stalinstädter in die erste Liga aufgenommen, stiegen aber umgehend wieder ab. In den Folgejahren wechselten sich weitere Auf- und Abstiege ab. Als Dunaferr SE gewann der Verein im Jahr 2000 die ungarische Meisterschaft.

## Geschichte
Als Dunaújvárosi Kohász SE erreichte der Verein 1978 mit dem 7. Platz seine bis dahin beste Platzierung in der ersten Liga. Große Erfolge ließen aber bis zu den späteren 1990ern auf sich warten.
Nach dem Aufstieg 1998 in die erste Liga, der Nemzeti Bajnokság, gewann der Verein die Meisterschaft im Jahr 2000. In der Folgesaison konnte die Mannschaft aus Dunaújváros noch einmal mit der Vizemeisterschaft und dem Einzug in das Pokalfinale reüssieren, unterlag dort aber dem Újpest FC aus Budapest.
Im Jahr 2003 stieg der Verein nach insgesamt 20 Spieljahren in der Nemzeti Bajnokság erneut ab, womit auch der bisherige Haupt- und Namenssponsor, die Stahlfirma Dunaferr, die Zusammenarbeit beendete. Der Verein stand damit knapp vor der Auflösung. Der italienische Geschäftsmann Piero Pini, der vormals auch Eigentümer des Budapest Honvéd FC war, übernahm und konsolidierte den Verein. Als Dunaújváros FC spielte der Klub danach mit wechselndem Erfolg in der zweiten Liga, der Nemzeti Bajnokság II, bis er 2009 aufgelöst wurde.

## Namensänderungen
Bei diesem Verein änderte sich nicht nur der Vereinsname mit der in Ungarn üblichen Häufigkeit. Auch der Name der Stadt Dunaújváros (Donauneustadt) war von 1951 bis 1961 Sztálinváros (Stalinstadt).
- 1951: Dunapentele (Dunapentelei Vasas)
- 1952: Sztálinváros (Sztálin Vasmû Építõk)
- 1954: Sztálinváros (Sztálinvárosi Vasmű Építők)
- 1956: Dunapentele (Dunapentelei Vasas)
- 1957: Dunapentele (Dunapentelei Sport Club)
- 1957: Sztálinváros (Sztálinvárosi Vasas)
- 1959: Sztálinváros (Sztálinvárosi Kohász Sport Egyesület)
- 1961: Dunaújváros (Dunaújvárosi Kohász Sport Egyesület)
- 1990: Dunaferr (Dunaferr Sport Egyesület)
- 2003: Dunaújváros (Slant/Fint Dunaújváros)
- 2005: Dunaújváros (Dunaújvárosi Kohász)
- 2007: Dunaújváros (Dunaújváros Futball Club)

Wappen von 2003 – 2005
Wappen von 2005 – 2007

## Erfolge

### Titel
- Ungarischer Meister: 2000 (als Dunaferr SE)

### Europapokalbilanz
| Saison  | Wettbewerb            | Runde                  | Gegner              | Gesamt | Hin     | Rück    |
| ------- | --------------------- | ---------------------- | ------------------- | ------ | ------- | ------- |
| 2000/01 | UEFA Champions League | 2. Qualifikationsrunde | Hajduk Split        | 4:2    | 2:0 (A) | 2:2 (H) |
| 2000/01 | UEFA Champions League | 3. Qualifikationsrunde | Rosenborg Trondheim | 3:4    | 2:2 (H) | 1:2 (A) |
| 2000/01 | UEFA-Pokal            | 1. Runde               | Feyenoord Rotterdam | 1:4    | 0:1 (H) | 1:3 (A) |
| 2001/02 | UEFA-Pokal            | Qualifikation          | Olympiakos Nikosia  | 4:6    | 2:2 (A) | 2:4 (H) |

Gesamtbilanz: 8 Spiele, 1 Sieg, 3 Unentschieden, 4 Niederlagen, 12:16 Tore (Tordifferenz −4)